# Verzetsmonument Arnhem
Het verzetsmonument in Arnhem is een monument ter ere van het verzet in Arnhem, ontworpen door de ontwerper Jouke Hoogland en de dichter Jos Pauw. Van 2005 tot 2015 prijkte het verzetsmonument aan de achtergevel van Musis Sacrum aan het Velperplein. In 2017 is het monument opnieuw vormgegeven en herplaatst aan de Rijnkade bij de John Frostbrug in het Jacob Groenewoudplantsoen.

## Beschrijving
Het verzet uit de Tweede Wereldoorlog, 1940 – 1945, wordt geëerd met het beeld van een grote wolkenpartij, dat de tijdloosheid verbeeldt waarin verzet niet alleen in de laatste wereldoorlog, maar ook in conflicten in deze tijd en in de toekomst wordt geboden. De tekst ‘De meeste mensen zwijgen, een enkeling stelt een daad’ karakteriseert het verzet. Zij is gesteld in de tegenwoordige tijd om niet alleen te duiden naar het verzet in de Tweede Wereldoorlog, maar om ook toepasbaar te zijn op elke daad van verzet in het heden en in de toekomst.
Het monument werd onthuld in 2005.
In 2015 werd de achterzijde van Musis Sacrum gesloopt en de panelen van het monument gedemonteerd en opgeslagen. Het monument werd in gewijzigde vorm herplaatst aan de Rijnkade bij het Jacob Groenewoudplantsoen. Over het hele plantsoen zijn er zeven losse kubussen van 90 centimeter verspreid samengesteld uit de gedemonteerde panelen. Op de bovenkant is een spiegelend oppervlak gemonteerd waarin de lucht en wolken worden weerspiegeld. Boven op de dijk groeperen een rij kubussen met de tekst van dichter Jos Pauw. Eén kubus zal bij Musis Sacrum worden geplaatst ter herinnering aan de oude locatie van het monument.

## Afbeeldingen

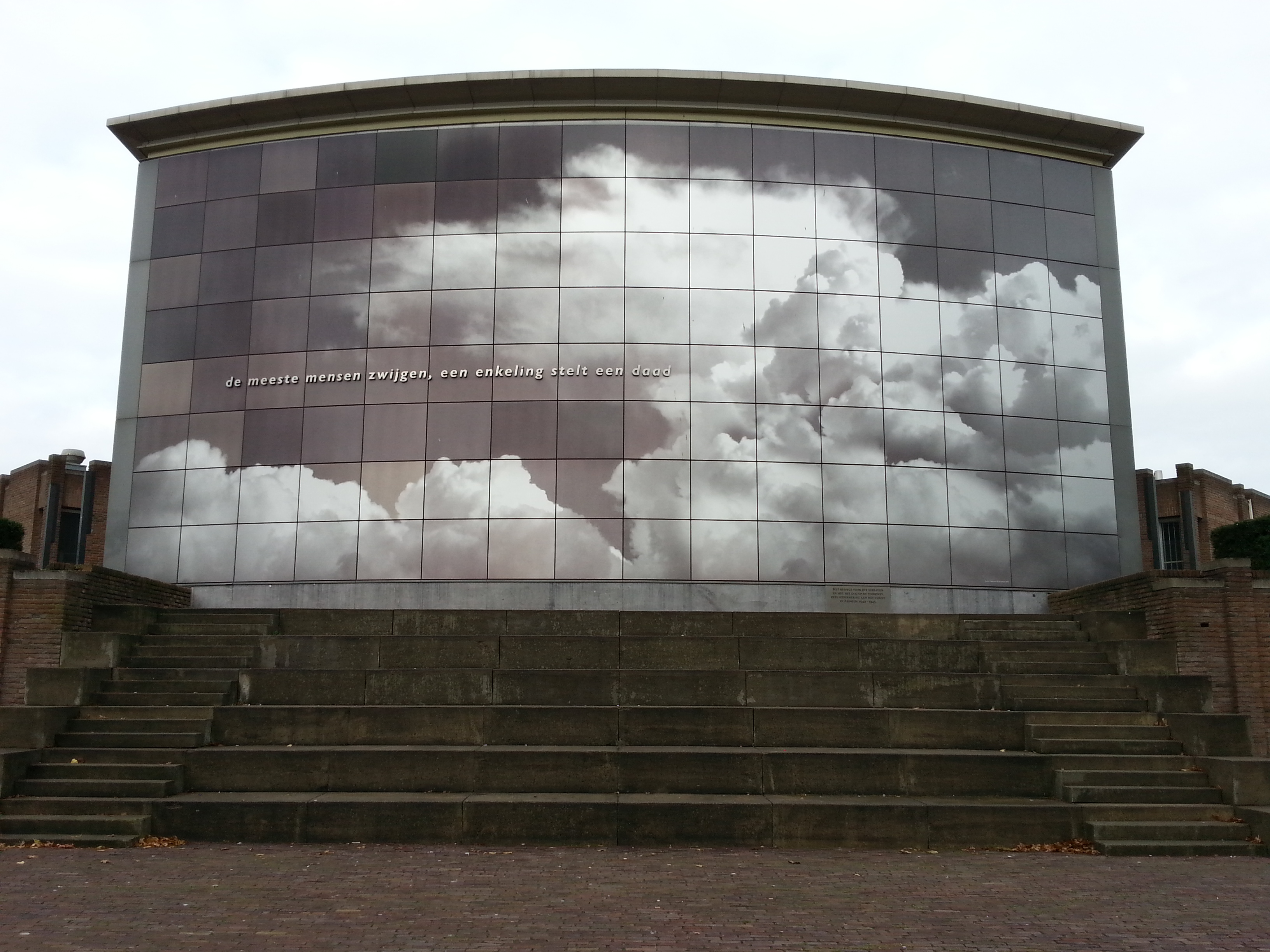
Voormalige situatie verzetsmonument bij Musis Sacrum
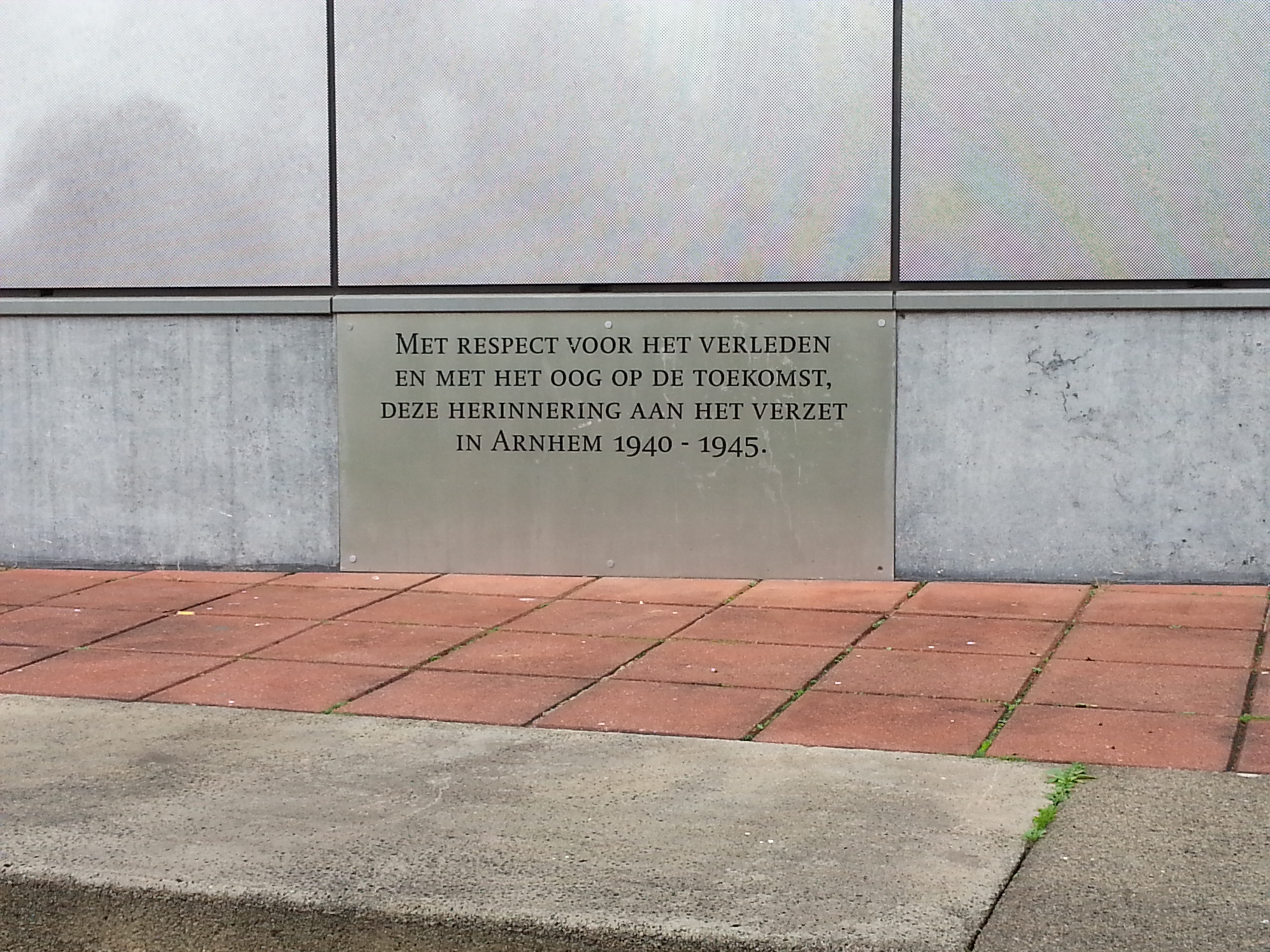
Detail verzetsmonument bij Musis Sacrum
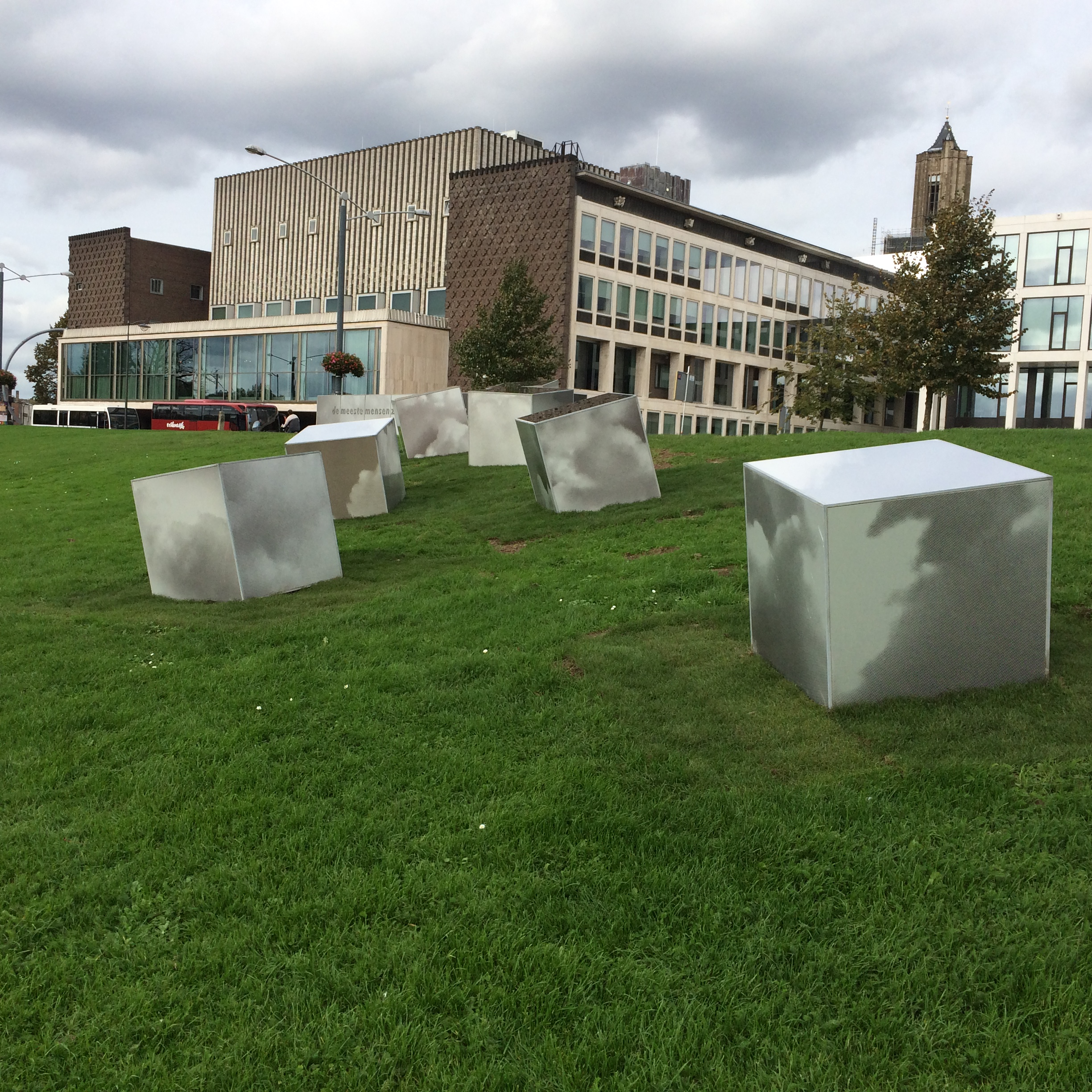
Verzetsmonument aan de Rijnkade, kubussen
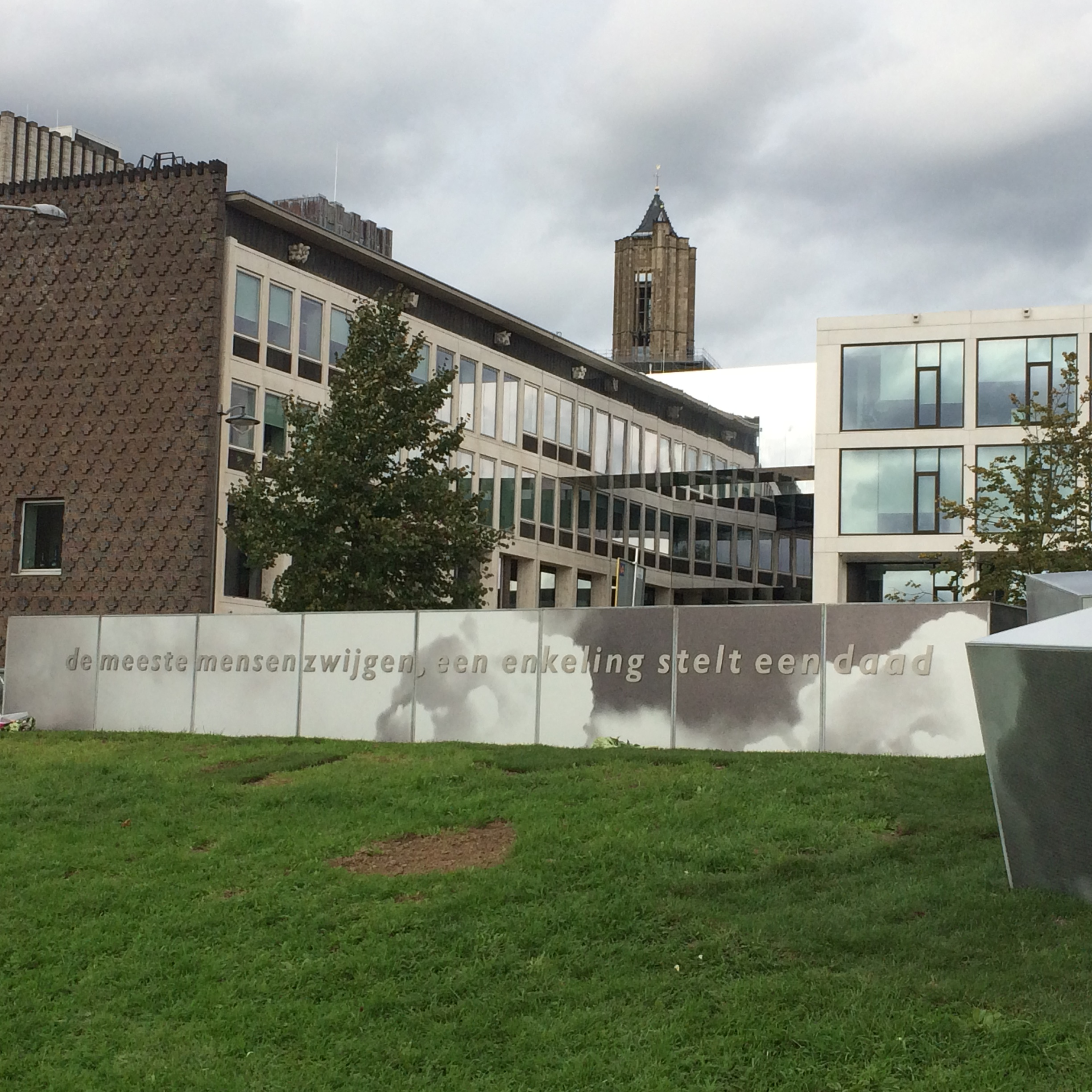
Gedicht bij het Jacob Groenewoudplantsoen
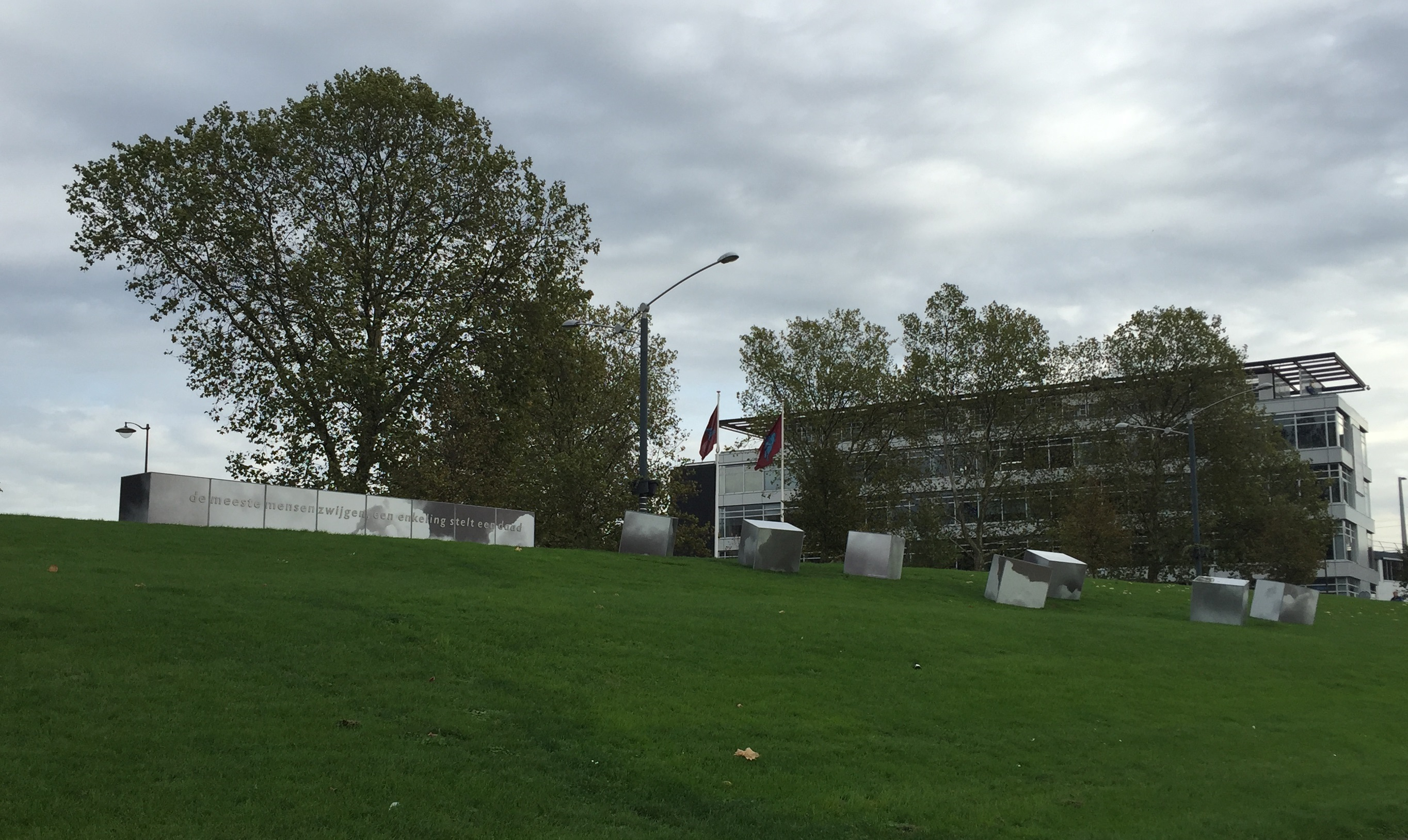
Verzetsmonument aan de Rijnkade
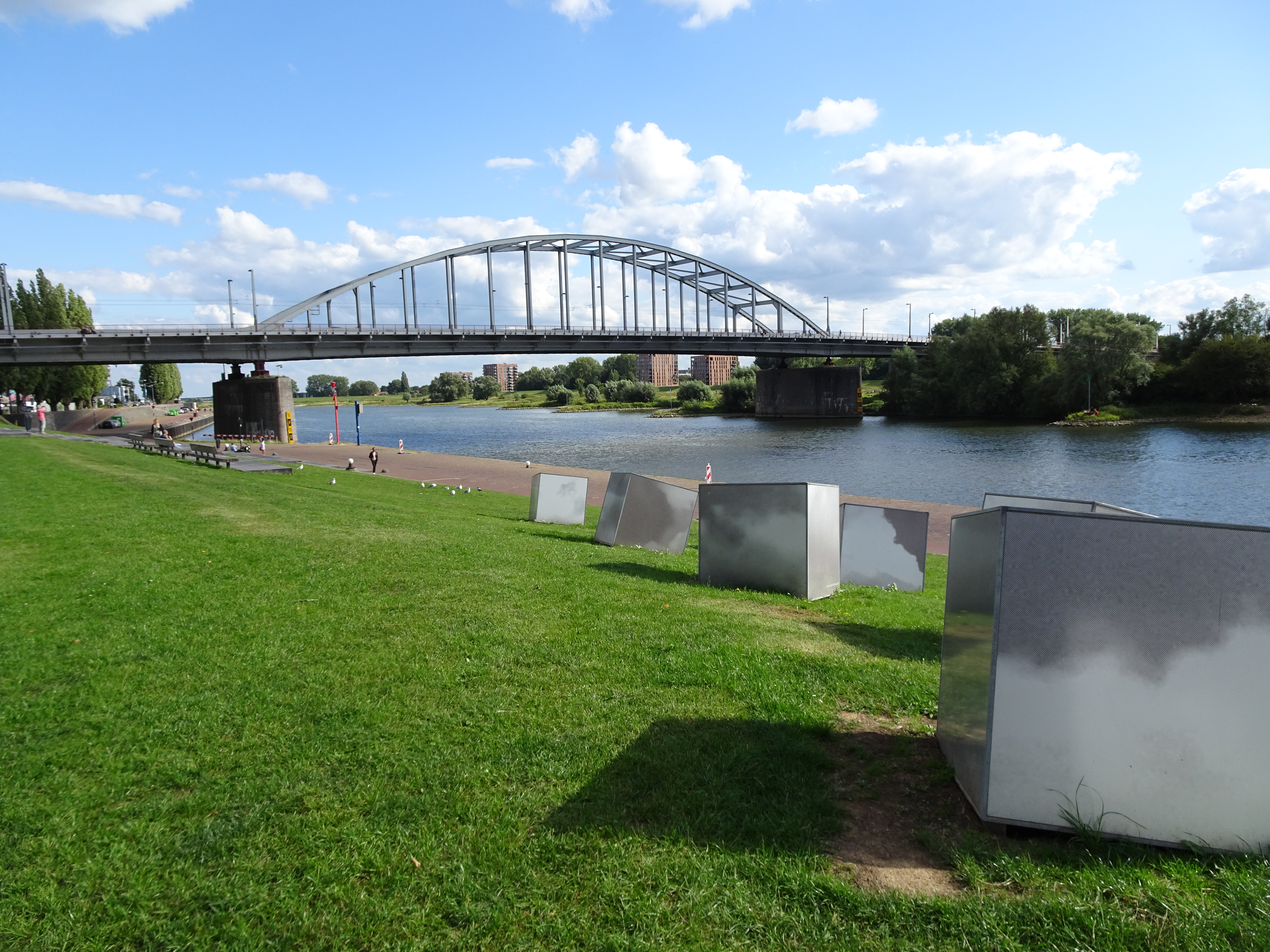
Verzetsmonument met John Frostbrug